# 194 (liczba)
194 (sto dziewięćdziesiąt cztery) – liczba naturalna następująca po 193 i poprzedzająca 195.

## W matematyce
- 194 jest liczbą bezkwadratową[1]
- 194 jest sumą dwóch kwadratów (52 + 132)
- 194 jest palindromem liczbowym, czyli może być czytana w obu kierunkach, w pozycyjnym systemie liczbowym o bazie 3 (21012)
- 194 należy do dwóch trójek pitagorejskich (130, 144, 194), (194, 9408, 9410).

## W nauce
- liczba atomowa unennquadium (niezsyntetyzowany pierwiastek chemiczny)
- galaktyka NGC 194
- planetoida (194) Prokne
- kometa krótkookresowa 194P/LINEAR

## W kalendarzu
194. dniem w roku jest 13 lipca (w latach przestępnych jest to 12 lipca). Zobacz też co wydarzyło się w roku 194, oraz w roku 194 p.n.e.